# Gortyna franciscae
Gortyna franciscae là một loài bướm đêm trong họ Noctuidae.